# كارولين كلارك
كارولين كلارك (بالإنجليزية: Caroline Clark)‏ هي لاعبة كرة الماء أمريكية، ولدت في 28 يونيو 1990 في مينلو بارك في الولايات المتحدة.

## وصلات خارجية
- كارولين كلارك على موقع الاتحاد الدولي للسباحة (الإنجليزية)
- كارولين كلارك على موقع اللجنة الأولمبية الدولية (الإنجليزية)
- كارولين كلارك على موقع أوليمبيديا (الإنجليزية)
- كارولين كلارك على موقع اللجنة الأولمبية والبارالمبية الأمريكية (الإنجليزية)